# Trinité-et-Tobago aux Jeux olympiques d'hiver de 2022
Trinité-et-Tobago pourrait participer aux Jeux olympiques d'hiver de 2022 à Pékin en Chine du 9 au 20 février 2022. Il s'agirait de sa quatrième participation à des Jeux d'hiver et un retour après 25 ans d'absence.
La pays réussit à qualifier un équipage de bobsleigh à deux, comme c'était le cas lors des précédentes olympiades avec notamment Gregory Sun, dans la lignée de la participation de la Jamaïque aux épreuves de bobsleigh aux Jeux olympiques d'hiver de 1988 popularisé par le film Rasta Rockett.

## Bobsleigh
Le pilote Axel Brown associé au freineur John Shakeel constitue l'équipage qui se classe 38e au terme de la saison 2021-2022 en coupe du monde, suffisant aux jeux des quotas maximum par comité national pour prétendre à une participation.
| Athlètes * : pilote                      | Épreuve    | Course 1     | Course 1 | Course 2     | Course 2 | Course 3     | Course 3 | Course 4 | Course 4 | Total        | Total |
| Athlètes * : pilote                      | Épreuve    | Temps        | Rang     | Temps        | Rang     | Temps        | Rang     | Temps    | Rang     | Temps        | Rang  |
| ---------------------------------------- | ---------- | ------------ | -------- | ------------ | -------- | ------------ | -------- | -------- | -------- | ------------ | ----- |
| Axel Brown* Andre Marcanoa Shakeel Johnb | Bob à deux | 1 min 0 s 81 | 28e      | 1 min 0 s 89 | 27e      | 1 min 0 s 86 | 28e      | Éliminés | Éliminés | 3 min 2 s 56 | 28e   |

a : courses 1 et 2
b : course 3